# بالمانوفا
بالمانوفا هي بلدة و كومونا تقع في شمال شرق إيطاليا.
يوجد بالمدينة حصن نجمي تم بنائه من قبل جمهورية البندقية عام 1593.في عام 2017 تم إدارج الحصن في قائمة مواقع التراث العالمي كجزء من أعمال الدفاع عن البندقية بين القرنين الخامس عشر والسابع عشر.

## السكان
في سنة 1871 بلغ عدد السكان 4٬456 نسمة، وتطور العدد ليصل في سنة 2011 لـ 5٬409 نسمة.
يظهر هذا المخطط البياني تطور النمو السكاني لـ بالمانوفا

## معرض صور

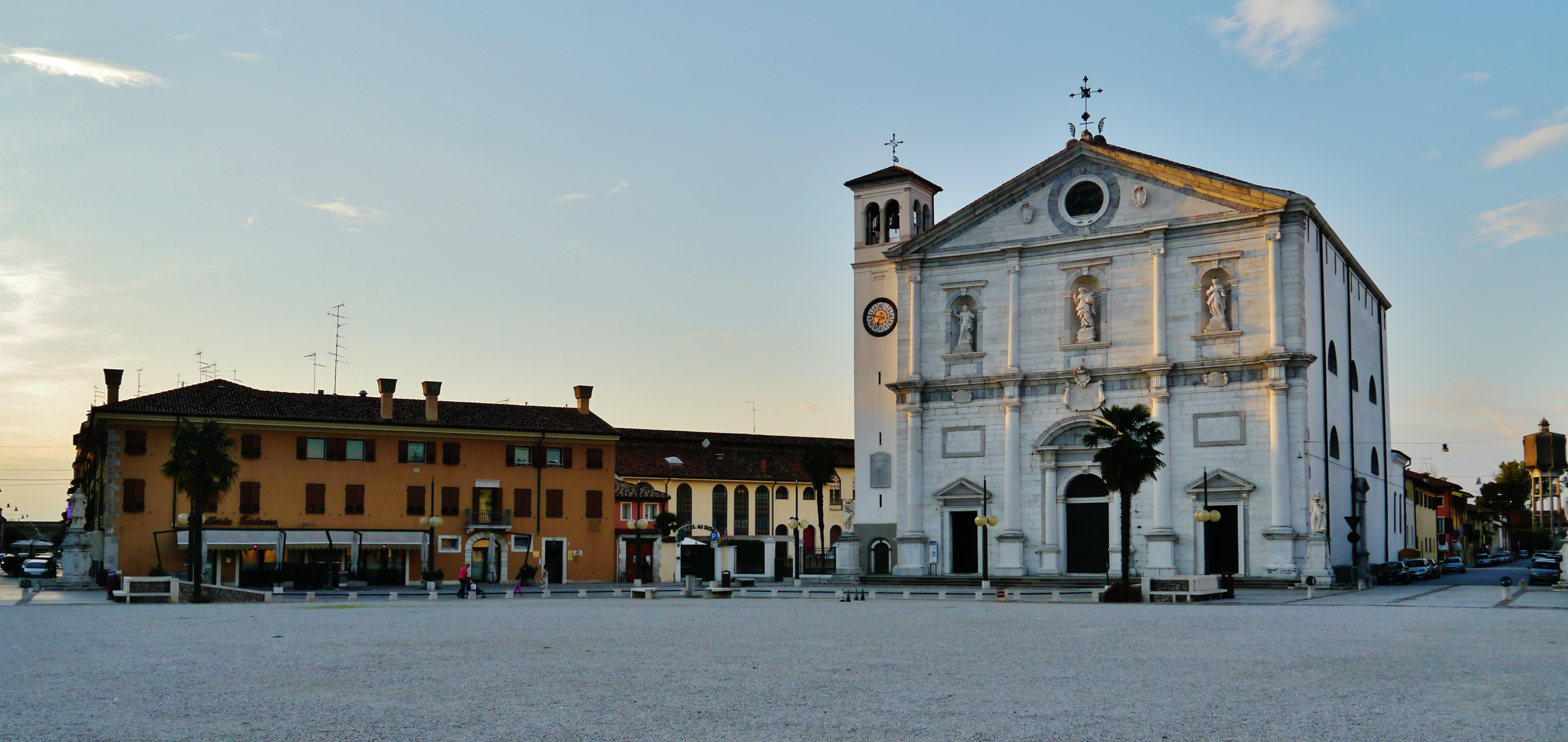
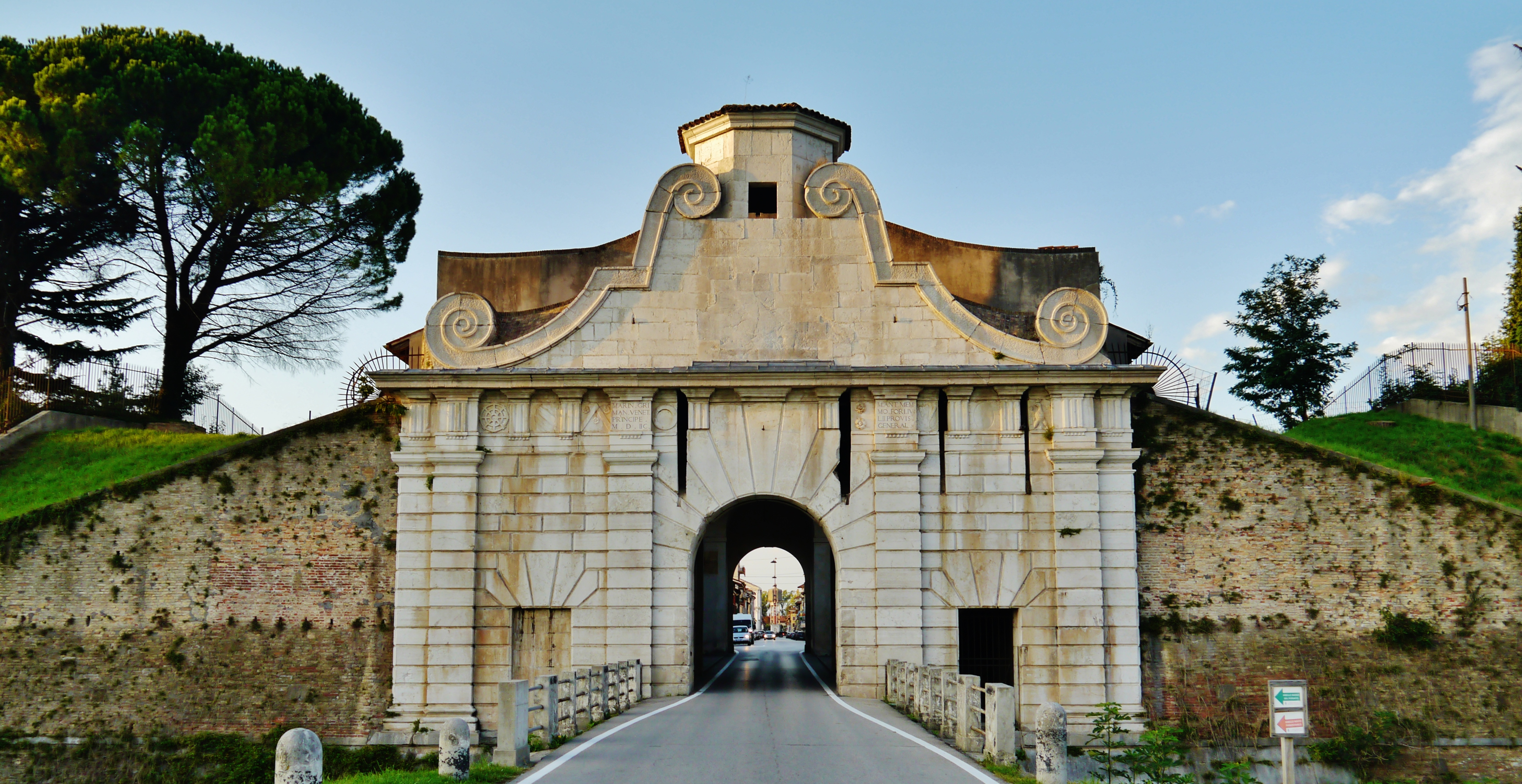
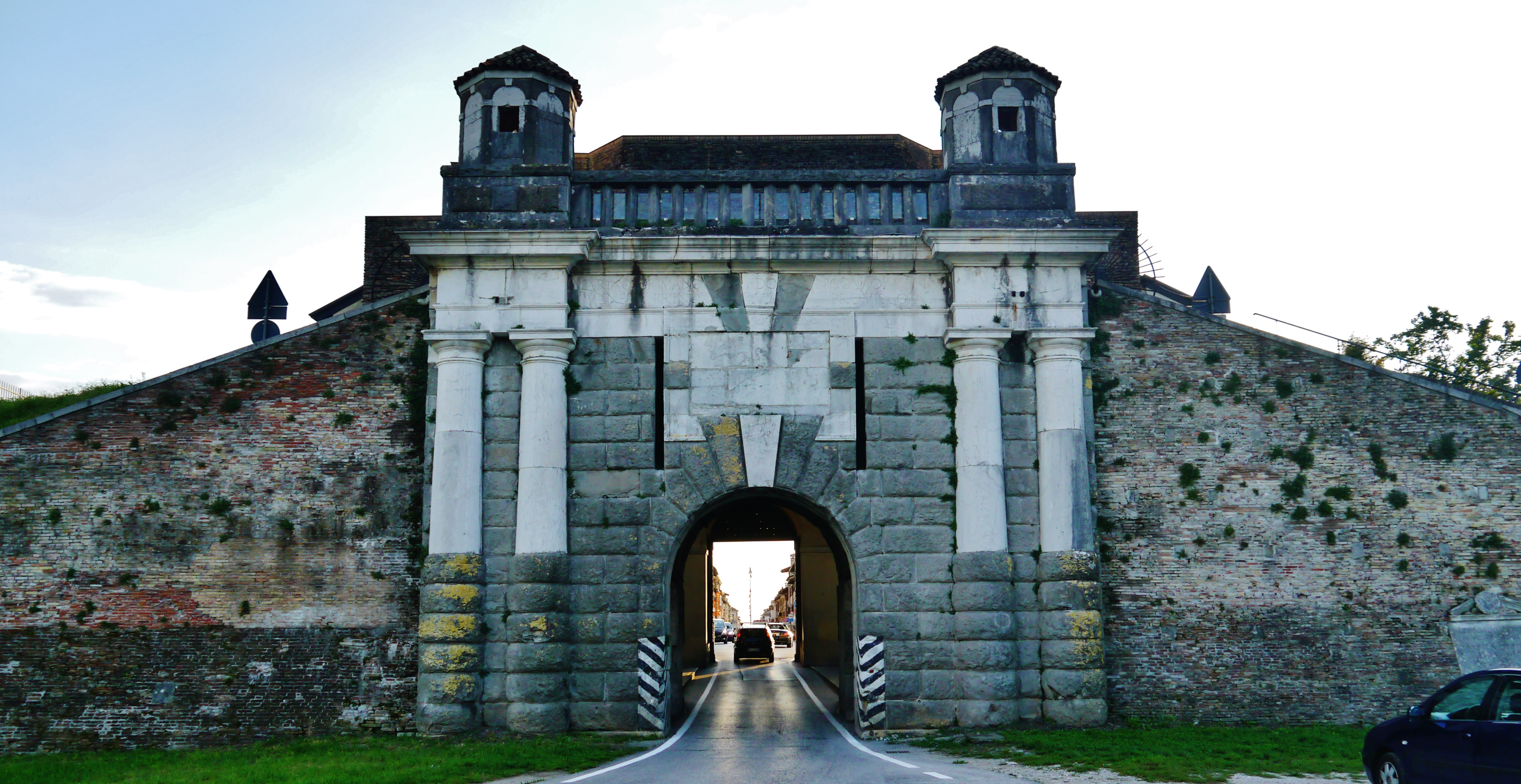
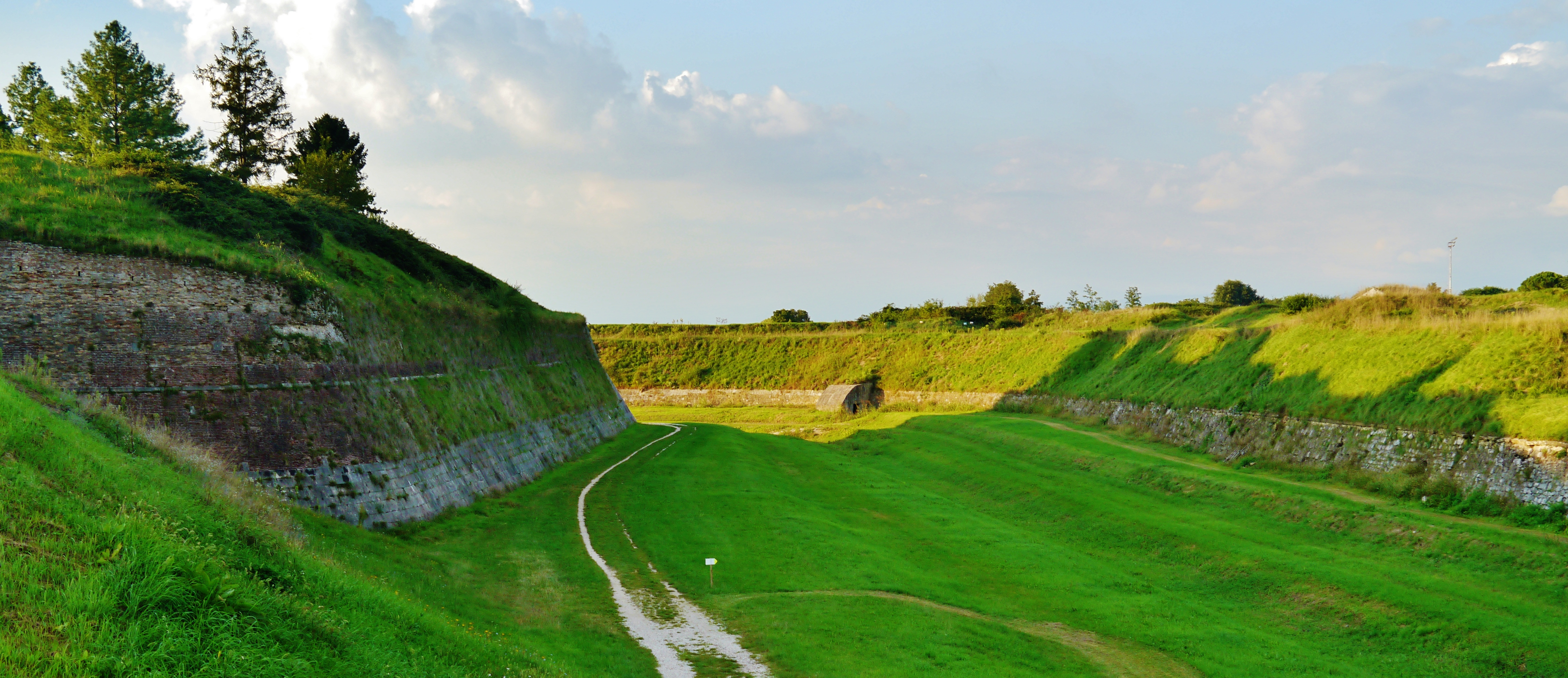
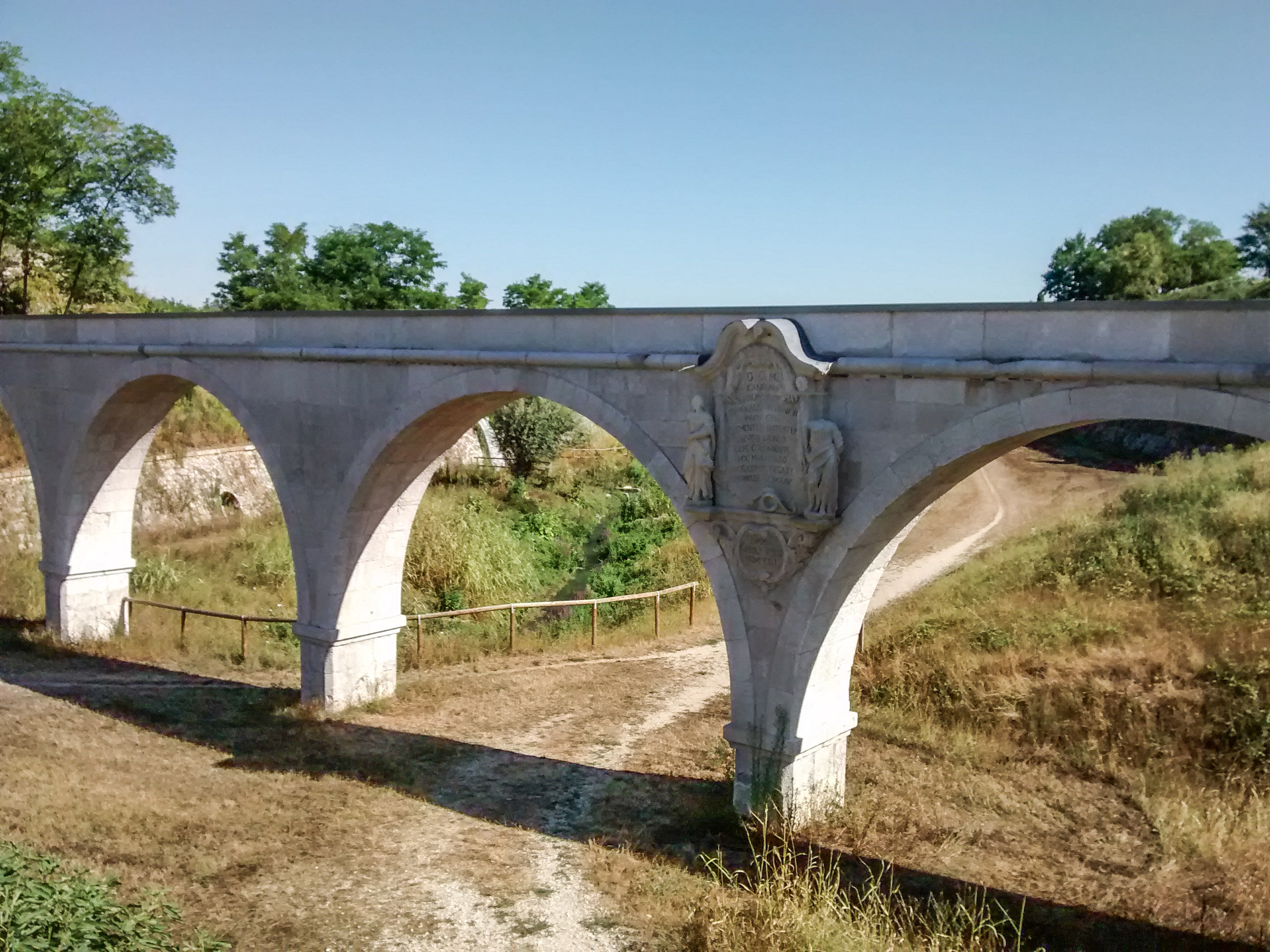

## أعلام
- داني نييتو
- اينريكو بيارزوتي
- رينزو بيوريني
- ألبرتو كونتي